# Primärkälla

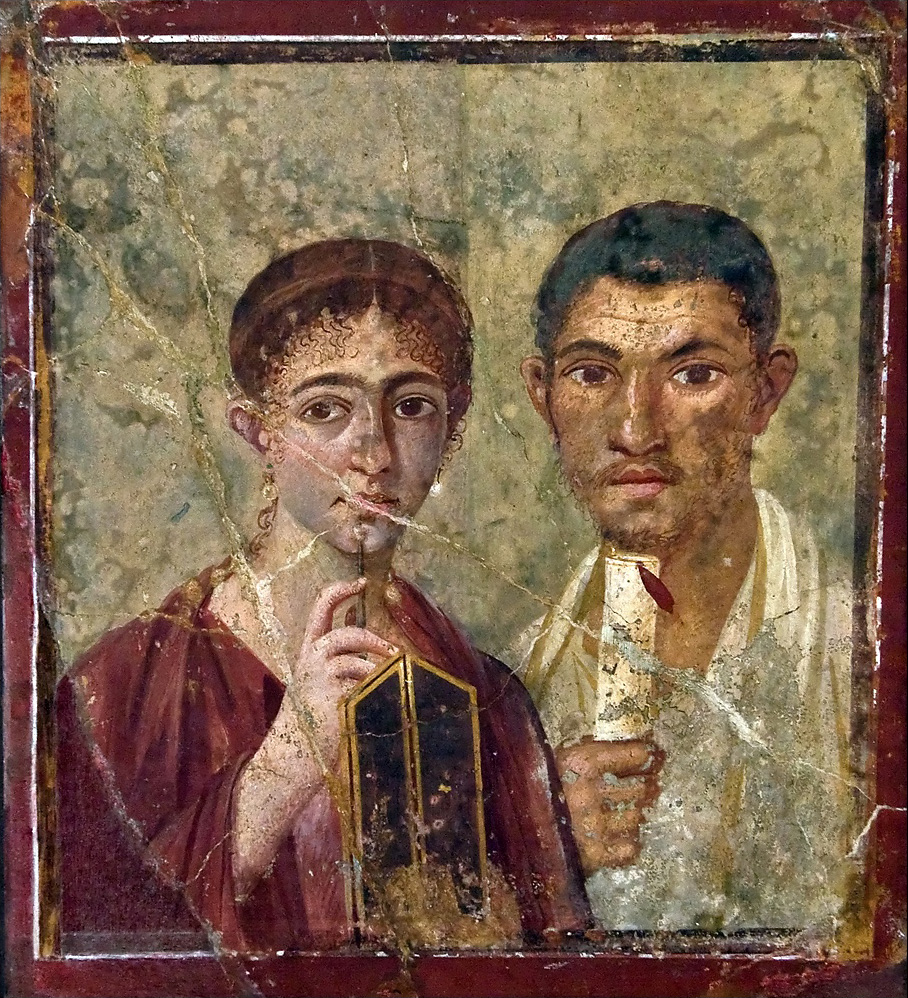
Denna väggmålning (inte fotot) från Pompeji är ett exempel på en primärkälla.

Primärkälla (alternativt särskrivet primär källa) är en term för ursprungligt källmaterial. Primärkällor kommer från den berörda tidsperioden och har inte filtrerats genom tolkning eller utvärdering. En primärkälla är vanligtvis den första formella publiceringen av ett visst resultat. Primärkällor framför originellt tänkande, rapporterar en viss upptäckt eller delar ny information.
Primärkällor skiljs från sekundärkällor som åberopar, kommenterar eller bygger vidare på primärkällor, även om skillnaden inte är glasklar och distinktionen mellan primärkälla och sekundärkälla kan ifrågasättas.
Primärkällor kan exempelvis vara artefakter, brev, aktuella tidningsartiklar, fotografier, inspelningar, tal, diarier eller statistiska mätningar.
Wikisource, Wikipedias systerprojekt, samlar alla slags källmaterial, såväl primärkällor som sekundärkällor och tertiärkällor.